# Kriechbaumerella destructor
Kriechbaumerella destructor är en stekelart som först beskrevs av James Waterston 1922.  Kriechbaumerella destructor ingår i släktet Kriechbaumerella och familjen bredlårsteklar. Inga underarter finns listade i Catalogue of Life.